# Feodor Theilheimer
Feodor Theilheimer   (Gunzenhausen, 18 de juny de 1909 - Chevy Chase, 24 de desembre de 2000) va ser un matemàtic jueu alemany emigrat als Estats Units.
Després de ser escolaritzat a Gunzenhausen i a Nuremberg va fer estudis rabínics al Telshe Ieixivà de Telšiai (avui Lituània) i al Seminari rabínic Hildesheimer de Berlín. A partir de 1932 es va centrar en les matemàtiques a la universitat de Berlín, en la quan va obtenir el doctorat el 1936 amb una tesi sobre teoria dels invariants, que va ser de les últimes, si no la última, dirigida per Issai Schur sota el govern nazi alemany. Després d'un curs fent de mestre el 1937 va emigrar als Estats Units on va estar fent de professor particular fins al 1941. El 1942 va ser contractat com professor del Trinity College de Hartford (Connecticut) on va romandre fins que el 1948 va marxar a la divisió teòrica del Laboratori Naval de l'Armada dels Estats Units. El 1977, en retirar-se de la recerca militar, va ser professor uns anys a la universitat de Maryland.